# Verrijkte categorie
In de categorietheorie, een abstract deelgebied van de wiskunde, en haar toepassingen in de wiskunde, is een verrijkte categorie een categorie waarvan de hom-verzamelingen worden vervangen door objecten uit een algemene monoïdale categorie, op een manier die volgens de definities is toegestaan.
- (en)  GM Kelly. Basic Concepts of Enriched Category Theory, Basisconcepten van de verrijkte categorietheorie, 2004.  voor de London Mathematical Society, Lecture Note Series No 64